# Tropicana Resort & Casino
Tropicana Las Vegas – luksusowy hotel i kasyno, położony przy bulwarze Las Vegas Strip w Paradise, w stanie Nevada. Stanowi własność korporacji Tropicana Las Vegas Hotel and Resort Inc.
W skład obiektu wchodzi 1.658 apartamentów, kasyno o powierzchni 4.600 m² oraz centra konferencyjne zajmujące 9.300 m².
Umiejscowienie Tropicana – intersekcja Las Vegas Boulevard zwana Tropicana, posiada najwięcej pokoi hotelowych do zaoferowania ze wszystkich tego typu obszarów na świecie. Bardzo duży ruch uliczny powoduje, że pieszych obowiązuje całkowity zakaz wstępu na jezdnię. Dlatego też Tropicana połączony jest mostami z pobliskimi obiektami: MGM Grand oraz Excalibur.

## Historia
Oryginalny budynek Tropicana powstał w 1957 roku. Wieża Paradise Tower, złożona z 22 pięter hotelowych, została wybudowana w 1979 roku i początkowo nosiła nazwę Tiffany Tower. W 1986 roku do użytku oddano kolejną wieżę, 21-piętrową Island Tower.
Pierwszymi właścicielami obiektu byli Ben Jaffe i Colonel Charles Baron. W 1957 roku wykryto powiązania kasyna Tropicana z gangsterem Frankiem Costello. W wyniku tego, ze stanowiska usunięty został menedżer kasyna, Louis J. Lederer. W 1971 roku kontrolę nad kompleksem przejął Deil Gustafson. W 1975 roku sprzedał 51% udziałów w Tropicana Mitzi Stauffer Briggs Smith. Pod koniec lat 70. w stan oskarżenia postawiono członków organizacji zajmującej się przestępczością zorganizowaną, którzy mieli duże udziały w obiekcie. Było to równoznaczne z tym, iż musieli pozbyć się swoich wkładów w Tropicana. W grudniu 1979 roku kompleks wykupiła Ramada Inns, Inc. Jednak w 1989 roku korporacja wyodrębniła ze swoich struktur oddzielną firmę, Aztar, która miała zajmować się kontrolą wszystkich kasyn, należących do Ramada Inns. W 2006 roku Aztar stał się częścią Columbia Sussex, która to z kolei zaczęła borykać się z problemami finansowymi i złożyła oficjalny wniosek o bankructwo.
W maju 2006 roku Aztar Corporation wystawiona została na publiczną aukcję; w jej wyniku, hotel/kasyno Tropicana stał się własnością Tropicana Entertainment, LLC, która nabyła Aztar Corporation za około 2.1 miliardy dolarów. Transakcja została zaakceptowana przez Nevada Gaming Commission 17 listopada 2006 roku i została sfinalizowana w grudniu tego samego roku.
15 maja 2009 roku Las Vegas Sun i Forbes poinformowały, że kanadyjska korporacja inwestycyjna Onex Corporation przejmie kontrolę nad Tropicana po tym, jak Tropicana Entertainment z trudem uniknęła bankructwa.
Tropicana stanowi obecnie własność Tropicana Las Vegas Hotel and Resort Inc. – korporacji uformowanej przez Onex, jednak nad którą kontrolę sprawuje kilku równorzędnych partnerów.

### Tropicana w filmie
- Miłość w Las Vegas (1964)
- Diamenty są wieczne (1971)
- Ojciec chrzestny II (1974)
- Anioł ciemności (2002)
- Zwariowany świat Malcolma (2003)
- Designing Women (1993)
- Idź na całość (2009)

## Renowacja i ekspansja
2 listopada 2006 roku korporacja Tropicana Entertainment ogłosiła, że planowana renowacja obiektu, która pochłonie 2 miliardy dolarów, zakończy się w 2010 roku i uczyni z Tropicana największy kompleks wypoczynkowy na świecie. Wieże Paradise i Island miały zostać poddane renowacjom wewnętrznym oraz zewnętrznym. Planowano również budowę czterech nowych wież, z których jedna miała stanowić oddzielny, niezależny hotel.
W sumie, plany renowacji zakładały ekspansję kasyna, by zajmowało powierzchnię 9.300 m², pięć wież hotelowych z 10.000 pokoi i promenadę handlową o powierzchni 19 000 m², a także spa, centra fitnessu, ponad 20 barów i restauracji, teatr i atrakcję w stylu kolejki wodnej.
Wszystkie plany renowacji zostały wstrzymane wraz z początkiem recesji w 2008 roku, a następnie całkowicie odrzucone, gdy Tropicana Entertainment złożyła wniosek o bankructwo.
W sierpniu 2009 roku nowy CEO obiektu, Alex Yemenidjian, ogłosił plan renowacji Tropicana, wart 165 milionów dolarów. Kilka faz projektu nadało obiektowi styl charakterystyczny dla South Beach. Pierwsza faza objęła modernizację obszarów biurowych i została skompletowana pod koniec 2009 roku. Druga faza skupiała się na renowacji przestrzeni konferencyjnej, pokoi oraz ogólnodostępnych obszarów obiektu i ukończono ją w sierpniu 2010 roku. W kwietniu 2011 roku skompletowano trzeci etap renowacji, obejmujący otwarcie kilku klubów nocnych oraz modernizację basenów.

## Rozrywka
W Tropicana odbywa się regularnie wiele wydarzeń rozrywkowych, a wśród nich były lub są:
- Brad Garrett’s Comedy Club (wieczory komediowe, prowadzone przez aktora Brada Garretta, często z gościnnym udziałem gwiazd show-biznesu[7])
- The Las Vegas Mob Experience (wystawiana niezależnie przez biznesmena Jaya Blooma; produkcja, z wykorzystaniem najnowszych technologii interaktywnych, ukazuje wzlot i upadek zorganizowanej przestępczości w Las Vegas[8])
- Show finalistów programu America’s Got Talent
- Yesterday, The Beatles Tribute (produkcja honorująca dokonania zespołu The Beatles[9])